# جائزة الولايات المتحدة الكبرى 1965
جائزة الولايات المتحدة الكبرى 1965 هو سباق فورمولا 1 أقيم بتاريخ 3 أكتوبر 1965 في نيويورك. كان التاسع من أصل 10 في بطولة العالم لسباقات الفورمولا واحد موسم 1965.